# Super Natural
Super Natural ist ein Dokumentarfilm von Jorge Jácome, der im Februar 2022 im Rahmen der Filmfestspiele in Berlin seine Weltpremiere feierte.

## Handlung
Entsprechend dem Titel widmet sich der Film der oberflächlichen und zudem der darüber hinaus empfundenen Wahrnehmung der Natur und der natürlichen oder auch nur als natürlich empfundenen Umgebung. Der an eine angeleitete Meditation angelehnte Film zeigt aneinandergereihte Bilder echter und künstlicher Lebewesen, ruhende oder mit der Natur interagierende Menschen, behinderte und nicht behinderte Performer, verfremdete und natürliche Aufnahmen, unterlegt mit meditativer Musik und kaum bis tatsächlich nicht hörbaren, untertitelten Begleitstimmen. Die Aufnahmen gehen von atemberaubenden Naturaufnahmen über verzerrte Landschaftsbilder bis hin zu Szenen der menschlichen Interaktion mit der Natur, harmonisch bis grotesk inszeniert.

## Produktion

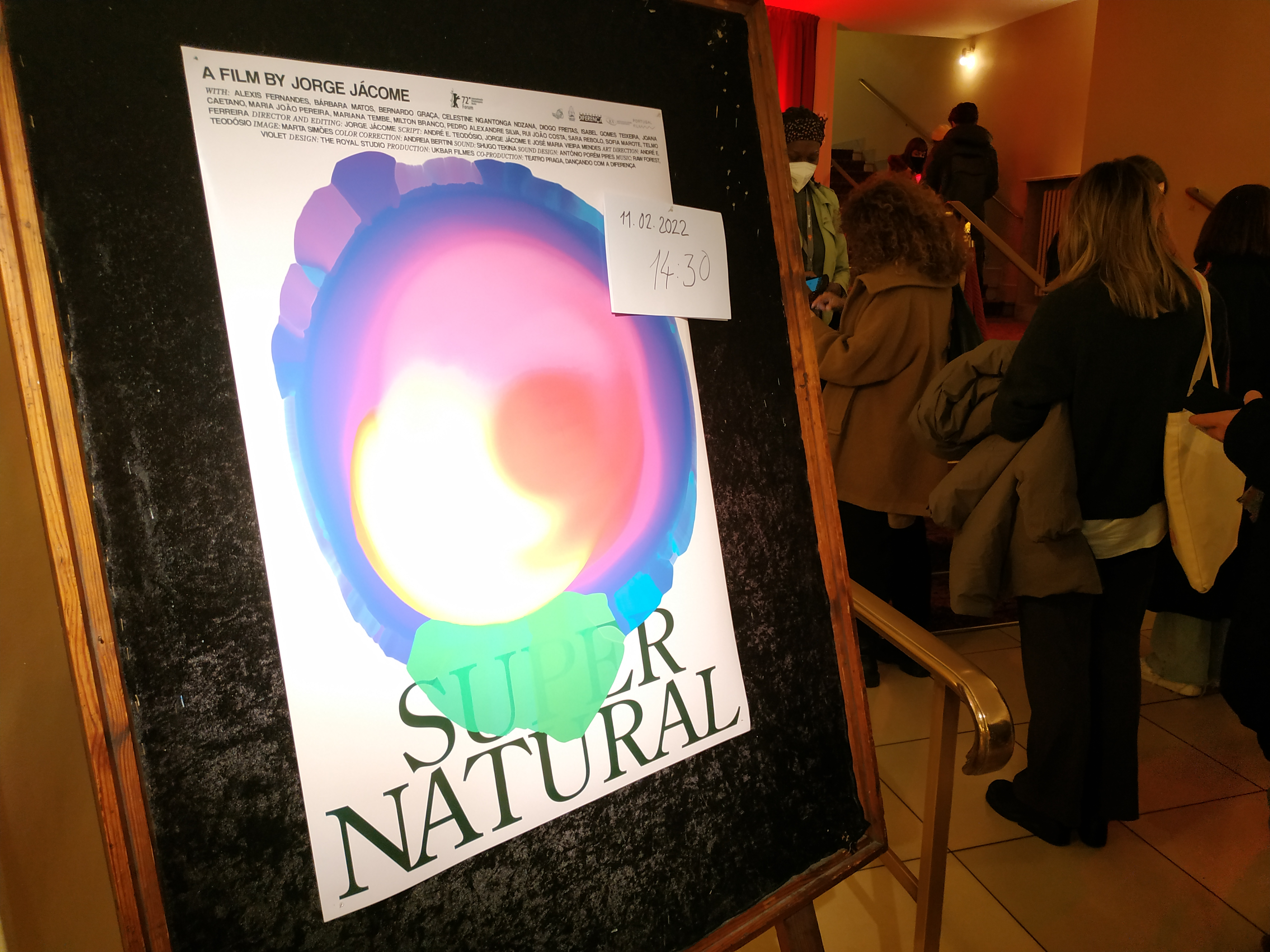
Die Premiere des Films erfolgte im Februar 2022 bei den Filmfestspielen in Berlin

Regie führte Jorge Jácome, der gemeinsam mit André e. Teodósio und José Maria Vieira Mendes auch das Drehbuch schrieb.
Erste Vorstellungen erfolgten ab dem 11. Februar 2022 bei den Filmfestspielen in Berlin, wo er in der Sektion Forum gezeigt wurde. Ende März, Anfang April 2022 wurde er beim Vilnius International Film Festival vorgestellt. Ende April, Anfang Mai 2022 wurde er bei IndieLisboa erstmals in Portugal gezeigt. Ende Juli 2022 erfolgten Vorstellungen beim New Horizons International Film Festival. Im Oktober 2022 wird er bei der Viennale gezeigt und im November 2022 beim Exground Filmfest Wiesbaden.

## Auszeichnungen
IndieLisboa 2022
- Nominierung im nationalen Wettbewerb[8]

Internationale Filmfestspiele Berlin 2022
- Auszeichnung mit dem FIPRESCI-Preis in der Sektion Forum

Vilnius International Film Festival 2022
- Nominierung im europäischen Wettbewerb[9]